# 스기야마 다쿠야
스기야마 다쿠야(일본어: 杉山 琢也, 1983년 1월 1일 ~ )는 일본의 전 축구 선수이다.

## 구단 경력
과거 더스파 구사쓰, FC 기후, V-파렌 나가사키, 후쿠시마 유나이티드 FC에서 활동하였다.